# 本庄道利
本庄 道利（ほんじょう みちとし、宝暦4年6月11日(1754年7月30日) - 文化2年5月23日(1805年6月20日)）は、江戸時代後期の大名・伏見奉行、奏者番。美濃国高富藩第7代藩主。
大身旗本・松平信直の次男。3代藩主本庄道倫の甥にあたる。正室は毛利高丘の娘。子は本庄道昌（長男）。官位は従五位下、伊勢守・甲斐守・織部正。初名は松平信達。
高富藩主・本庄道揚に実子がなかったため、その養子となって家督を相続した。享和元年（1801年）隠居し、家督を長男の道昌に譲る。文化2年（1805年）没した。

## 経歴
- 明和8年（1771年）12月12日、家督を相続する。12月28日、伊勢守に叙任。
- 安永2年（1773年）4月、日光御祭礼奉行となる。
- 安永4年（1775年）、大坂御加番代に任ぜられる。
- 天明7年（1787年）3月8日、甲斐守に改める。
- 寛政3年（1791年）5月24日、伏見奉行に就任。
- 寛政7年（1795年）12月8日、奏者番に転じる。
- 寛政12年（1800年）7月11日、病気により職を免ぜられる。
- 享和元年（1801年）6月21日、隠居。7月5日、織部正と改める。
- 文化2年（1805年）5月23日、江戸で死去、52歳。法名は啓運院霑誉法潤弘道。

## 系譜
父母
- 松平信直（実父）
- 本庄道揚（養父）

正室
- 毛利高丘の娘

側室
- 福島氏

子女
- 本庄道昌（長男）生母は福島氏